# ツリーイング・ウォーカー・クーンハウンド

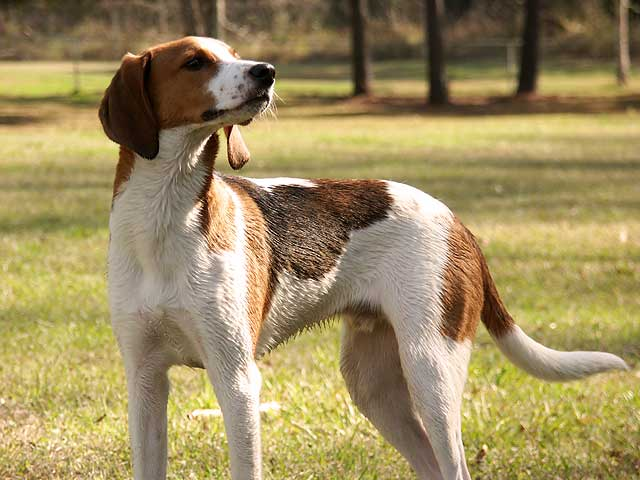
ツリーイング・ウォーカー・クーンハウンド

ツリーイング・ウォーカー・クーンハウンド（英：Treeing Walker Coonhound）は、アメリカ合衆国バージニア州原産のツリーイング・ドッグ犬種である。
ランニング・ウォーカー・クーンハウンドは、本種からの派生種である。

## 歴史
1742年に原産地へイングリッシュ・フォックスハウンドが輸入され、使役されたことが本種の始まりである。輸入を行った人物はトマス・ウォーカー（トーマス・ウォーカー）という人物で、「ウォーカー氏が持ってきたハウンド」ということで、この犬たちはウォーカース・ハウンド（英：Walker's Hound）と呼ばれた。しかし、この犬たちは純血のイングリッシュ・フォクスハウンドに他ならず、もとが通常のセントハウンドであるため、アメリカでメインとして行わなければいけないツリーイング猟にはあまり向いていなかった。そこでこの犬のツリーイング能力を高め、独自の犬種にするための改良を行うようになった。まずこの犬たちをケンタッキー州に連れて行き、そこで訓練を行ってツリーイング猟の素質がある個体を選び、それと厳選されたツリーイング・ドッグを交配させた。ちなみに、ツリーイング猟に不向きと判断された犬はそのままセントハウンドとして使われた。先の交配によって生まれた犬は調教をしながら能力を判定し、更に優秀な犬を選んで交配を進めた。この後19世紀にテネシー州からつれてこられたツリーイング・ドッグの血が導入され、気質や外見上の特徴などが大幅に変化した。公式に犬種として公認されたのは1954年のことで、同国のユナイテッドケネルクラブによって公認登録が行われた。
主にアライグマをツリーイングするのに使われる。パックで獲物においを追跡し、発見すると吠えながら追いかけ、木の上に追い詰める。追い詰めた後も何時間も吠え続け、獲物が逃げられないようにする。主人が到着すると、木に登って獲物を振り落としてもらうか、猟銃で撃ち落してもらい、落ちてきた獲物を犬が仕留めて狩猟は完了する。
現在でもほとんどの犬が猟犬として使われていて、ペットやショードッグとして飼われているものは稀である。

## 特徴
その姿は先祖であるイングリッシュ・フォックスハウンドや、同じ先祖から分かれて進化したイングリッシュ・クーンハウンドなどと瓜二つだが、性質は大きく異なっている。クーンハウンド味を帯びたフォックスハウンドのような姿をしていて、脚が長く、筋骨隆々の体つきをしている。マズルは太く長く、あごの力は強靭である。胸は広く、力も強い。耳は垂れ耳、尾は垂れ尾。コートはショートコートで、毛色はトライ（3色）のハウンドカラーやタン・アンド・ホワイトなど。大型犬サイズで、性格は落ち着きがあり上品、従順だが 思慮深くやや神経質であるとも言われている。猟犬として繰り出されると大胆不敵で勇敢になる。俊足で、粘り強い性質も持ち合わせている。しつけの飲み込みは普通であるが状況判断力に優れ、ペットとしての飼育も可能だが、猟犬であるため吠え声が大きくよく響き、運動量が非常に多いので初心者や都会での飼育は難しい。